# 郭城
郭城（1916年—1984年），广西扶绥人，中华人民共和国政治人物。
担任桂西壮族自治区工商局局长。1954年，当选第一届全国人民代表大会代表。